# Samah Subay
Samah Subay (en árabe: سماح سبيع‎) es una abogada yemení que trabaja proporcionando apoyo legal a las familias con hijos "desaparecidos". Estos desaparecidos son el resultado de la guerra civil yemení (2015-presente), donde muchas personas han sido detenidas, torturadas y recluidas en lugares desconocidos. Como resultado, las familias no saben dónde o cuándo están detenidos sus miembros o si están bien.
Como resultado de su trabajo, Subay ha sido incluida en la lista de la BBC de las 100 mujeres inspiradoras e influyentes de todo el mundo de 2019.